# Saudade, saudade
Chansons représentant le Portugal au Concours Eurovision de la chanson
Love Is on My Side
(2021) Ai coração
(2023)
Saudade, saudade est une chanson interprétée par la chanteuse Maro.
Elle est sélectionnée pour représenter le Portugal au Concours Eurovision de la chanson 2022, à l'issue du Festival da Canção 2022, le 12 mars 2022. Lors de la première demi-finale, la chanson parvient à se qualifier pour la Finale du 14 mai. Elle se classe finalement en 9e position dans le classement de la grande finale.
La chanson, en anglais et en portugais, est nommé d'après le mot portugais saudade et aborde le décès du grand-père de la chanteuse.

## Classements
| Classement     | Meilleure position |
| -------------- | ------------------ |
| Portugal (AFP) | 1                  |